# Albert Norton Richards

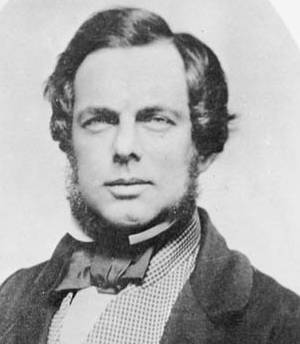
Albert Norton Richards.

Albert Norton Richards (8 de diciembre de 1821 - 6 de marzo de 1897) fue un político y abogado canadiense. De 1872 a 1874 representó, como miembro liberal, al Distrito Leeds South en la Cámara de los Comunes de Canadá. De 1876 a 1881 fue el segundo Teniente gobernador de la Columbia Británica.

## Biografía
Nació en Brockville, Alto Canadá en 1821. hijo de Stephen Richards y Phoebe Buell. Practicó leyes en Brockville y Victoria, Columbia Británica. 
En 1863, fue nombrado consejero de la Reina. Fue elegido para el octavo Parlamento de la Provincia de Canadá en 1863, pero fue derrotado en 1864 cuando aceptó el cargo de procurador general de Canadá Oeste y así fue necesario realizar nuevas elecciones por el mismo escaño. En 1867, se fue derrotado por John Willoughby Crawford en Leeds Sur, pero fue elegido en 1872. En 1869, fue nombrado procurador general en el gobierno provisional del Noroeste pero tuvo que volver por los rebeldes en Pembina. En 1874, se trasladó a la Columbia Británica. El 27 de junio de 1876, fue juramentado como Teniente Gobernador de allí. Después de su mandato en este cargo, volvió a Ontario durante tres años, luego regresó a Victoria, donde ejerció la abogacía.
Richards se casó dos veces: con Frances Chaffey en 1849 y con Ellen Chaffey Chislett en 1854.
Murió en 1897 en Victoria. La calle Richards en Vancouver fue nombrada en su honor.